# 鹧鸪草
鹧鸪草（学名：Eriachne pallescens）为禾本科鹧鸪草属下的一个种。

## 扩展阅读
- 維基物種上的相關：鹧鸪草